# Radschnellwege in den Niederlanden
In den Niederlanden existiert ein breites Netzwerk aus Radschnellwegen (niederländisch fietssnelwegen, snelfietsroutes oder doorfietsroutes), das bislang über 300 Kilometer an Strecken zählt. Die Niederlande gelten neben Belgien und Dänemark europaweit als Pioniere im Bau von Radschnellwegen. So gab es bereits in den 1980er-Jahren erste Bestrebungen, Radschnellwege zu errichten.

## Geschichte

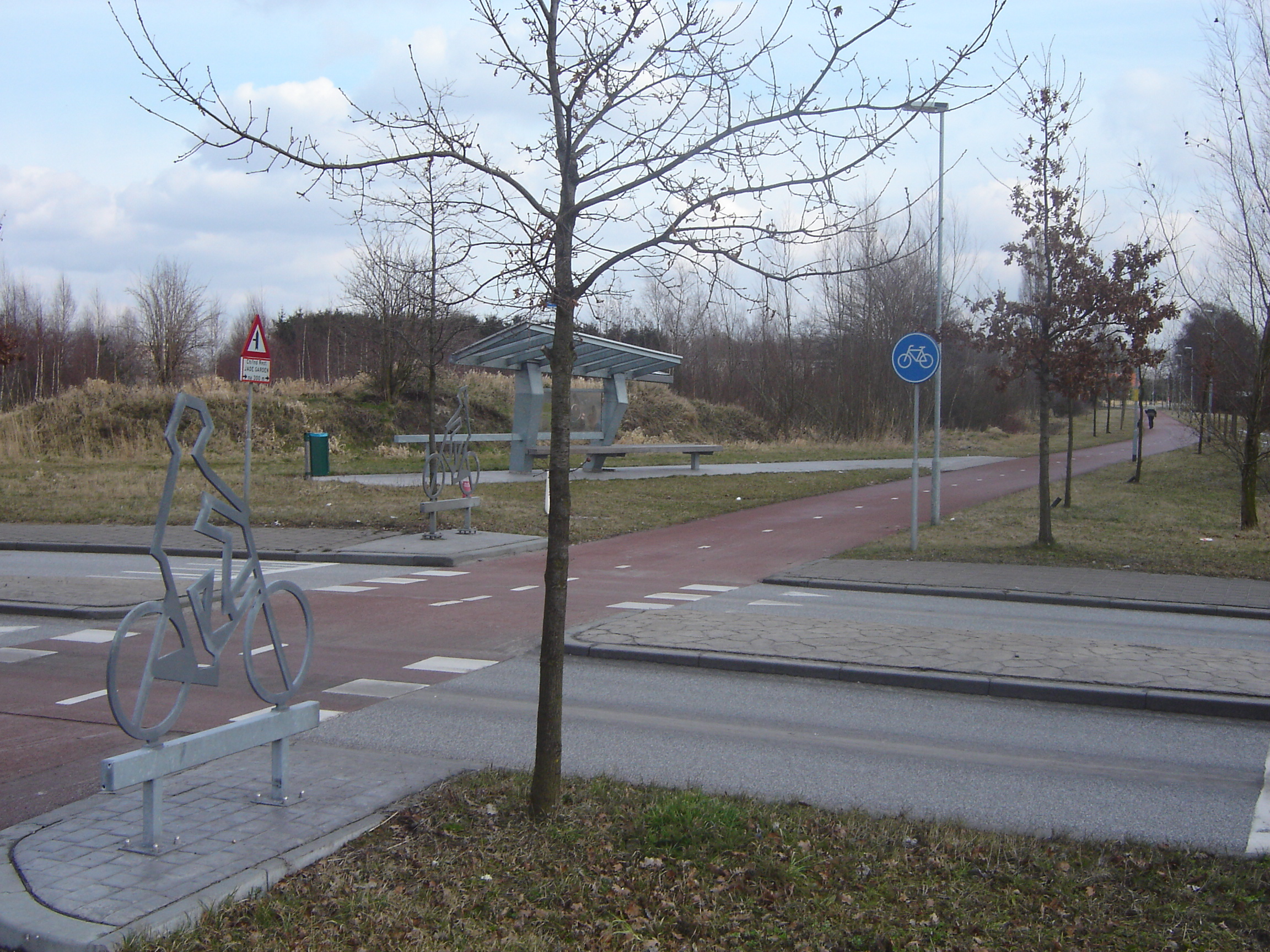
Der Radschnellweg F58 in Breda-West

Der erste Radschnellweg in den Niederlanden wurde 1980 in Den Haag getestet und sollte den städtischen Autoverkehr entlasten. Jedoch fing die eigentliche Hochphase, in der zahlreiche neue Strecken gebaut wurden, zu Beginn des 21. Jahrhunderts an: Als Startschuss diente der Bau eines Radschnellweges zwischen Breda und Etten-Leur, dessen Bauphase 2003 begann und mit der Eröffnung zum Ende des Jahres 2004 abgeschlossen wurde. Im Jahr 2006 richtete das damalige Ministerie van Verkeer en Waterstaat, heute Teil des Ministerie van Infrastructuur en Waterstaat, das Projekt Fiets filevrij ein, das Autofahrer dazu bewegen sollte, mit dem Fahrrad zur Arbeit zu fahren. Dieses Ziel sollte mit der Erschaffung eines Netzes aus Radschnellwegen gefördert werden. Bis ins Jahr 2008 stieg die Anzahl auf fünf Routen, die sich zu dem Zeitpunkt vorwiegend auf das Ballungsgebiet Randstad konzentrierten. In den darauffolgenden Jahren wurden erste Teilabschnitte des Radschnellweges F35 zwischen Nijverdal und Enschede erbaut, der mit rund 60 Kilometern die bislang längste Strecke in den Niederlanden ist. Das Phänomen der Radschnellwege fand auch im vergleichsweise hügeligen Süden der Niederlande, in der Provinz Noord-Brabant, Anklang. Dort sollen bis 2025 elf Strecken angelegt werden.

## Ziele

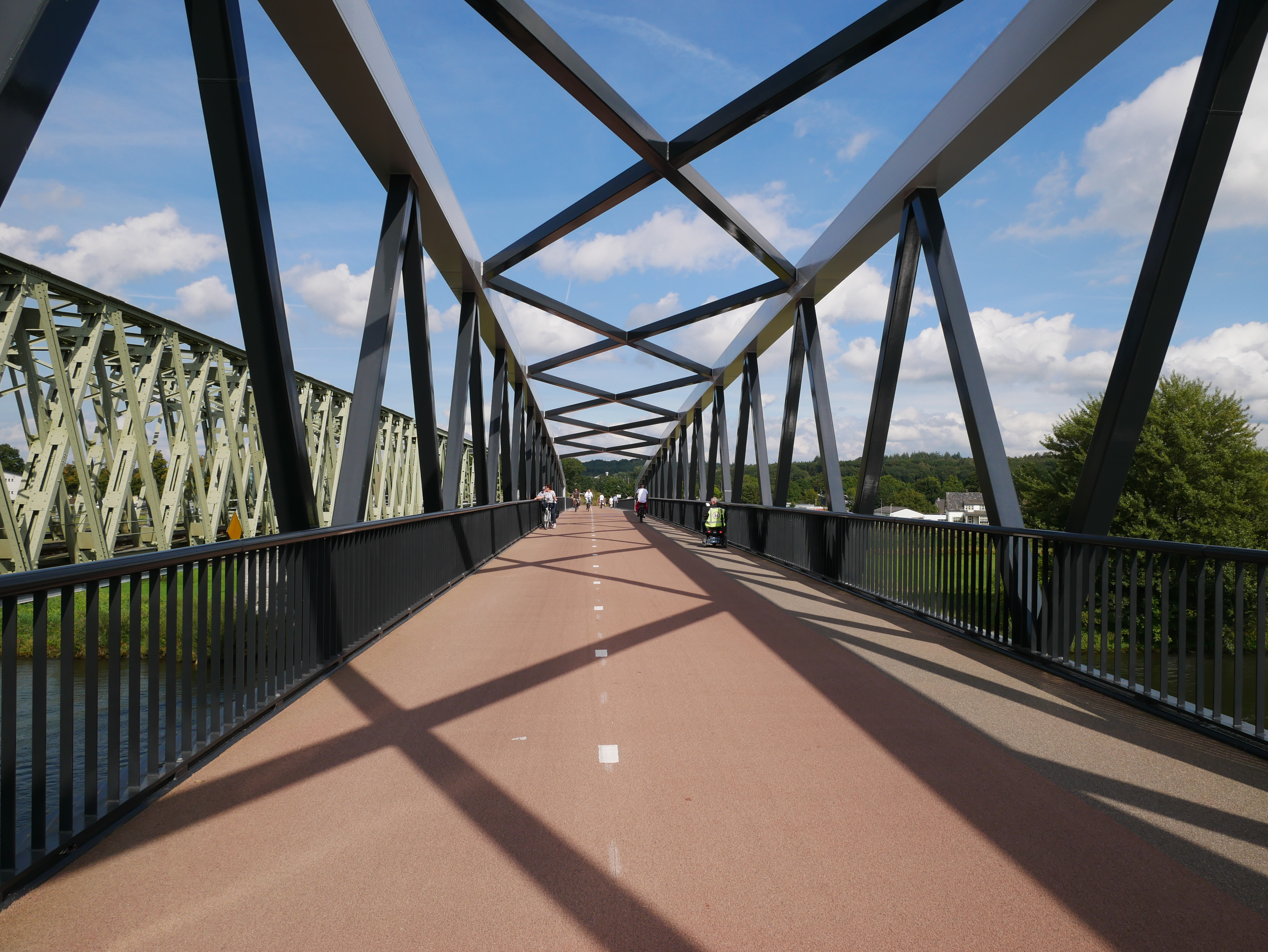
Fahrradbrücke am Radschnellweg MaasWaalpad über der Maas

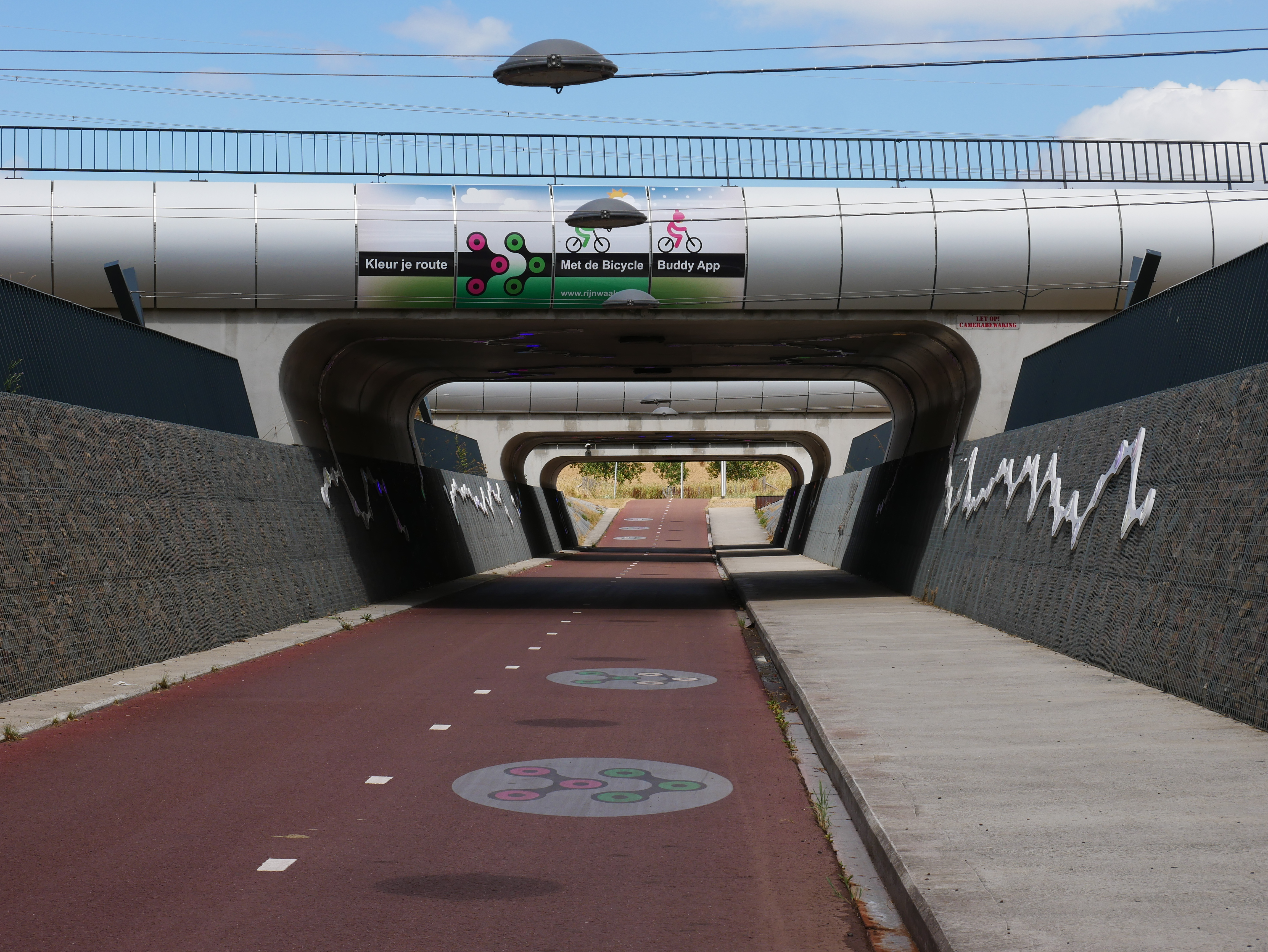
Fahrradtunnel unterhalb der A15 nördlich von Nijmegen als Teil des RijnWaalpad

Durch Radschnellwege sollen möglichst schnelle Verbindungen im Radverkehrsnetz geschaffen und die Fahrradfahrer bevorrechtigt werden. Gleichzeitig sollen aber auch die Gefahren für Radfahrer durch den Autoverkehr minimiert werden. Dazu werden beispielsweise Fahrradbrücken sowie -tunnel errichtet und an Kreuzungen erhalten sie Vorrang.
Andererseits wird beabsichtigt, die Schadstoffbelastung zu reduzieren und dem Gedanken der Nachhaltigkeit (niederländisch duurzaamheid) zu folgen. Eine Fahrt über den Radschnellweg Via 44 von Den Haag nach Leiden über eine Dauer von 34 Minuten erspart somit einen CO2-Ausstoß von 1526 Gramm.

## Kritik
Im Juli 2018 geriet der Radschnellweg F35 in die Kritik. Nachdem zunächst ein neuer Teilabschnitt der Strecke zwischen Almelo und Vriezenveen am 17. Juli eröffnet worden war, kam es am folgenden Donnerstag zu einem Verkehrsunfall an der Kreuzung Aadorpsweg/De Merel. Dabei wurde eine Fahrradfahrerin, die den Aadorpsweg befuhr, von einem Auto aus Richtung der Straße De Merel angefahren. Die Radfahrerin fuhr parallel zum Aadorpsweg auf dem Radschnellweg und war zum Zeitpunkt des Unfalls vorfahrtsberechtigt. Der Autofahrer hingegen musste an der T-Kreuzung warten, was wiederum missachtet worden war. Anwohner und Radfahrer gaben an, dass das Kreuzen der Straße für Radfahrer lebensgefährlich sei, obwohl sie Vorfahrt haben. Autofahrer wüssten zumeist nicht, dass Radfahrer an der Kreuzung vorfahrtsberechtigt sind. Der Beigeordnete der Gemeinde Twenterand, Bart-Jan Harmsen (Gemeentebelangen Twenterand), soll die Situation begutachten und will sowohl mit der örtlichen Polizei als auch mit Experten in Kontakt treten.
Eine Umfrage der Regionalzeitung BD im Jahr 2016 sollte die bisherigen Erfahrungen mit dem Radschnellweg F59 zwischen ’s-Hertogenbosch und Oss untersuchen. Das Ergebnis fiel überraschend negativ aus. So stellten viele Bürger grundsätzlich die Notwendigkeit des Radschnellweges infrage. Außerdem solle die Sicherheit des Weges nicht vollständig garantiert sein.

## Übersicht
Mit Stand von Oktober 2023 sind in den Niederlanden über 70 Projekte vorhanden:
| Streckenverlauf             | Name                     | Länge (in km) | Stand                 | Beschreibung |
| --------------------------- | ------------------------ | ------------- | --------------------- | --- |
| Alblasserdam–Sliedrecht     | F15 Beneden Merwederoute | 10            | fertiggestellt        | Der Radschnellweg F15 Beneden Merwederoute verbindet die Städte Alblasserdam, Papendrecht, Dordrecht und Sliedrecht miteinander. Die Strecke ist in Form eines Netzes angeordnet und verfügt über mehrere Abzweigungen. |
| Albrandswaard–Ridderkerk    | F15 IJsselmonde          | 18            | fertiggestellt        | Die Route soll in zwei Teilstrecken durch Albrandswaard, Barendrecht und Ridderkerk führen und an den Radschnellweg F15 Beneden Merwederoute bei Alblasserdam anschließen. Der Spatenstich für den Bau erfolgte am 16. März 2018. Im Juni 2022 wurde die Route eröffnet. |
| Alkmaar/Heerhugowaard–Texel | Noordkop                 | —             | in Diskussion         | Die Gemeinden Den Helder, Hollands Kroon, Schagen und Texel arbeiten zusammen mit der Provinz Noord-Holland an der Realisierung eines Radschnellweges von Texel über Den Helder, Anna Paulowna und Schagen nach Alkmaar sowie Heerhugowaard. Seit Oktober 2023 können sich die Bürger in den entsprechenden Gemeinden an der Ausgestaltung der Strecke beteiligen. |
| Almere Buiten–Almere Poort  | Spoorbaanpad             | 13            | fertiggestellt        | Der Spoorbaanpad läuft entlang der Bahnstrecke Weesp–Lelystad von den Bahnhöfen Almere Buiten nach Almere Poort. Zwischen Oktober 2017 und April des Folgejahres wurde der Radschnellweg über die gesamte Länge verbreitert. |
| Alphen aan den Rijn–Gouda   | —                        | —             | geplant               | Von fünf Streckenvarianten, die von Alphen aan den Rijn über Boskoop und Waddinxveen nach Gouda führen sollen, wurde diejenige Strecke als Vorzugsvariante ausgewählt, die parallel zur Bahnstrecke Gouda–Alphen aan den Rijn verläuft. Ab 2024 sollen die Bauarbeiten in verschiedenen Phasen durchgeführt werden. |
| Amersfoort–Bunschoten       | F199                     | 9             | fertiggestellt        | Das Bauunternehmen Strukton begann am 10. August 2023 mit dem Bau des Radschnellweges, dessen Realisierung in fünf Bauphasen eingeteilt ist. Am 21. September selben Jahres fand in Bunschoten ein Pressetermin mit Verantwortlichen des Projektes statt, bei dem der Baufortschritt zelebriert wurde. Die Bauarbeiten dauerten bis April 2024 an. Die offizielle Eröffnung des ersten Radschnellweges der Provinz Utrecht wurde am 16. Mai 2024 gefeiert. |
| Amersfoort–Hilversum        | F1                       | 19            | geplant               | Am 24. Mai 2023 vereinbarten die Provinz Utrecht und die Gemeinden Amersfoort, Baarn, Hilversum sowie Soest in einer Absichtserklärung den Bau des Radschnellweges. Die Strecke soll über eine Länge von 19 Kilometern vom Stadtzentrum in Amersfoort über Soest und den Bahnhof in Baarn zum Bahnhof im Zentrum von Hilversum verlaufen. Die ersten Bauarbeiten sollen ab 2024 erfolgen, die Fertigstellung des gesamten Vorhabens ist für das Jahr 2027 geplant. |
| Amersfoort–Utrecht          | F28                      | 20            | geplant               | Die Gemeinde Utrecht will im Jahr 2024 mit den Bauarbeiten für den Radschnellweg beginnen. Die Wegführung verläuft entlang des Bahnstrecke Utrecht–Kampen. |
| Amsterdam–Haarlem           | F200                     | 15            | fertiggestellt/im Bau | Die Strecke soll vom Amsterdamer Bahnhof Sloterdijk parallel zum Rijksweg 200 ins Zentrum von Haarlem führen und sowohl durch ländliche als auch urbane Gegend verlaufen. Bis September 2023 soll das letzte Teilstück zwischen Halfweg und Haarlem fertiggestellt werden. |
| Amsterdam–Purmerend         | —                        | 18            | geplant               | Die geplante Route soll vom Hauptbahnhof Amsterdam entlang der U-Bahn-Linie 52 durch die Region Waterland ins Zentrum von Purmerend führen. |
| Amsterdam–Zaandam           | —                        | 6,6           | fertiggestellt        | Vom Gelände des Schiffbauunternehmens NDSM aus führt der Radschnellweg gen Norden durch den Bezirk Amsterdam-Noord in Richtung Zaandam. |
| Apeldoorn–Deventer          | F344                     | 15            | fertiggestellt        | Längs des Provinciale weg 344 wurde der Radschnellweg, der von Apeldoorn durch die Gemeinde Voorst nach Deventer läuft, angelegt und wurde nach einigen Baumaßnahmen am 6. Juli 2018 (wieder)eröffnet. |
| Apeldoorn–Epe               | F50                      | —             | geplant               | Ursprünglich sollte zwischen den beiden Gemeinden ein Radschnellweg zu Kosten in Höhen von bis zu 50 Millionen Euro errichtet werden. Aufgrund von Protesten von Anwohnern in Apeldoorn sowie Wenum-Wiesel, die dazu 800 Unterschriften sammelten und bei der Gemeinde Apeldoorn einreichten, zog diese sich wiederum aus dem Projekt zurück. Seither plant die Gemeinde Epe eine günstigere Alternative in Eigenregie, die voraussichtlich nicht die Kriterien eines Radschnellweges der Provinz Gelderland erfüllen wird. |
| Arnhem–Nijmegen             | RijnWaalpad/F325         | 15,8          | fertiggestellt        | Der RijnWaalpad, der dem Verlauf des Provinciale weg 325 folgt, wurde am 3. Juli 2015 als erster Radschnellweg der Provinz Gelderland eröffnet. |
| Arnhem–Nijmegen             | VeluweWaalpad/Westflank  | —             | geplant               | Im Juli 2022 präsentierten die Provinz Gelderland, die Groene Metropoolregio Arnhem-Nijmegen, eine Kooperationsgemeinschaft von 18 Gemeinden aus der Umgebung des Ballungszentrums Arnhem-Nijmegen, sowie die Gemeinden Arnhem, Lingewaard, Nijmegen, Overbetuwe und Renkum ihre Pläne für einen neuen Radschnellweg zwischen Arnhem und Nijmegen, der vor allem die westlichen Stadtteile entlang der Bahnstrecke Arnhem–Nijmegen miteinander verbinden und parallel zur Bestandstrecke des RijnWaalpad verlaufen soll. Zur Querung des Nederrijn soll eine Fahrradbrücke gebaut werden. |
| Arnhem–Velp                 | —                        | 6,5           | fertiggestellt        | Ursprünglich sollte sich der Radschnellweg vom Hauptbahnhof Arnhem (alternativ vom Airborneplein) entlang der Bahnstrecke Arnhem–Leeuwarden zum Bahnhof in Dieren erstrecken. Wegen fehlenden Raumes im Ortskern von Velp soll die Route lediglich bis nach Velp geführt werden. Die Maßnahmen zum Bau der Strecke zwischen Arnhem und Velp begannen im Jahr 2023 und wurden mit der Eröffnung des Radschnellweges am 11. April 2024 fertiggestellt. |
| Arnhem–Wageningen           | Nederrijnpad             | 17,4          | im Bau                | Der Bau des Radschnellweges soll 5,72 Millionen Euro kosten. Dieser wird entlang des Flusses Nederrijn verlaufen. Durch einen Rechenfehler bei der Planung soll die Route frühestens 2022 fertiggestellt werden. Im Jahr 2022 wurden Planungen zu einer beheizten Fahrbahn in Renkum vorgeworfen. Zudem wurde bekannt, dass Bauarbeiten für ein 2,5 Kilometer langes Teilstück in Arnhem im Jahr 2023 starten sollen. |
| Arnhem–Zevenaar             | De Liemers/F112          | 11            | fertiggestellt        | De Liemers führt vom Airborneplein in Arnhem über Westervoort und Duiven entlang des niederländischen Abschnitts der Bahnstrecke Oberhausen–Arnhem nach Zevenaar. |
| Assen–Groningen             | De Groene As/F28         | 30            | fertiggestellt/im Bau | Der Radschnellweg soll von Assen nach Groningen längs des Noord-Willemskanaal führen. Am 25. September 2019 wurde der Name des Weges bekannt gegeben: De Groene As (niederländisch „Die grüne Achse“). Der Drentse Deputierte Cees Bijl erwarte eine Eröffnung der Route im Jahr 2023. Am 16. Mai 2024 wurde die Fertigstellung des Weges auf dem Gemeindegebiet von Assen gefeiert. Bis 2026 soll die gesamte Route fertiggestellt werden. |
| Bedum–Groningen             | F994                     | 11            | fertiggestellt        | Die 11 Kilometer lange Strecke verläuft entlang des Boterdiep sowie ihres Namensgebers, des Provinciale weg 994. |
| Bergeijk/Reusel–Eindhoven   | Kempenroute/F67          | —             | geplant               | Am 27. September 2023 unterzeichneten die Gemeinden Bergeijk, Bladel, Eersel, Reusel-De Mierden sowie Veldhoven eine Absichtserklärung zum Bau des Radschnellweges, der in zwei Streckenverläufen jeweils von Bergeijk und Reusel nach Eindhoven führen soll. Der Beginn der Baumaßnahmen ist für das Jahr 2024 geplant. |
| Beuningen–Nijmegen          | Batavierenpad/F173       | 15,2          | fertiggestellt        | Der Batavierenpad ist in einen nördlichen und einen südlichen Abschnitt unterteilt. Beide sind jeweils 7,6 Kilometer lang. |
| Bilthoven–Houten            | —                        | 13            | fertiggestellt/im Bau | Die Route läuft östlich der A27 durch die Gemeinden De Bilt, Utrecht, Bunnik und Houten. Im Zielgebiet des Radschnellweges liegen mehrere Gewerbegebiete, in denen mehr als 9000 Pendler aus Utrecht und Umgebung beschäftigt sind. |
| Bodegraven-Reeuwijk–Gouda   | —                        | —             | im Bau                | Im Jahr 2022 wurde das erste Teilprojekt des Radschnellweges abgeschlossen. Dabei wurden zunächst die Radwege am Raadhuisweg und Zoutmansweg in Reeuwijk-Dorp neugestaltet. |
| Breda–Etten-Leur            | F58                      | 9,5           | fertiggestellt        | Der F58 war zum Zeitpunkt seiner Eröffnung im Jahre 2004 einer der ersten Radschnellwege der Niederlande. Die Strecke soll bis frühestens 2021 über Roosendaal nach Bergen op Zoom erweitert werden. |
| Breda–Tilburg               | F58                      | 22            | fertiggestellt/im Bau | Die Route soll von Breda durch die Gemeinden Oosterhout sowie Gilze en Rijen nach Tilburg führen und sollte 2020 fertiggestellt werden. Die Kosten für die Provinz Noord-Brabant und die betreffenden Gemeinden belaufen sich auf 12,5 Millionen Euro. Im Jahr 2020 sollten die Bauarbeiten beginnen. Das erste Teilstück zwischen Rijen uns Tilburg wurde im Jahr 2022 für den Verkehr freigegeben, das zweite Teilstück zwischen Breda und Rijen soll bis 2025 folgen. |
| Breukelen–Utrecht           | —                        | 10,7          | fertiggestellt        | Der Radschnellweg verläuft von Breukelen nach Utrecht entlang des Amsterdam-Rijnkanaal. Es wird in Betracht gezogen, die Strecke bis nach Amsterdam fortzuführen. |
| Cuijk–Nijmegen              | MaasWaalpad/F73          | 11,9          | fertiggestellt        | Ein erstes Teilstück des Radschnellweges zwischen Molenhoek und Nijmegen wurde am 23. Februar 2018 eröffnet. Der Spatenstich für eine Fahrradbrücke über die Maas bei Mook fand am 25. Juni 2019 statt. Die Eröffnung der Brücke erfolgte im September des Jahres 2020. |
| De Lier–Pijnacker-Nootdorp  | ZOEF-route               | 15,7          | fertiggestellt        | Die ZOEF-route verbindet die Gemeinden Westland, Delft und Pijnacker-Nootdorp miteinander, wobei die Abkürzung ZOEF für zorgeloos, onbelemmerd, eenvoudigweg fietsen (deutsch „sorglos, ungehindert, ganz einfach radeln“) steht. |
| Delft–Rotterdam             | —                        | 10,9          | fertiggestellt        | Der Radschnellweg reicht von Delft bis Rotterdam und läuft parallel zur A13. |
| Delft–Rotterdam Alexander   | —                        | 20            | geplant               | Im Oktober 2019 wurden Pläne der Metropoolregio Rotterdam Den Haag veröffentlicht, aus denen eine Strecke zwischen Delft und Rotterdam Alexander hervorgeht. Die Beigeordneten der Gemeinden Delft, Pijnacker-Nootdorp, Lansingerland und Rotterdam unterzeichneten am 6. Juli 2022 eine Absichtserklärung zur Realisierung der Strecke. Ihre Fertigstellung ist für das Jahr 2026 angesetzt. |
| Den Haag–Leiden             | Velostrada & Via 44      | 21            | fertiggestellt        | Die Velostrada führt längs der Bahnstrecke Amsterdam–Rotterdam von Den Haag nach Leiden. Im Nordwesten verläuft parallel zur Velostrada die Via 44 entlang des Rijksweg 44. |
| Den Haag–Rotterdam          | Hofpleinfietsroute       | 15            | geplant               | Die Strecke soll vom Hofvijver, einem Weiher im Zentrum von Den Haag, an dem der Binnenhof und das Mauritshuis liegen, längs der U-Bahn-Linie E der Metro Rotterdam zum Hofplein, einem Straßenkreuz in Rotterdam, führen. |
| Den Haag–Zoetermeer         | F12                      | 11,7          | fertiggestellt        | Der F12 verläuft in Sichtweite zur A12 und tangiert den nördlich liegenden Westerpark in Zoetermeer. |
| Deventer–Zutphen            | F348                     | —             | geplant               | Im Jahr 2023 bekräftigten sowohl die Provinz Gelderland als auch die Gemeinden Deventer, Lochem und Zutphen ihre Bemühungen, den bestehenden Radweg entlang des Provinciale weg 348 zu einem Radschnellweg aufzuwerten. Dazu wurden im September selben Jahres mögliche Auswirkungen dieser Verbindung auf die Bäume an der Straße bei Gorssel untersucht. |
| Dordrecht–Rotterdam         | F16                      | 19,7          | fertiggestellt        | Der am 9. September 2014 eröffnete F16 läuft entlang der gleichnamigen Autobahn, der A16, durch die Gemeinden Dordrecht, Zwijndrecht, Ridderkerk, Barendrecht und Rotterdam. |
| Drachten–Heerenveen         | —                        | —             | geplant               | Die Kosten in Höhe von 10,8 Millionen Euro sollen zur Hälfte von der Provinz Fryslân getragen werden. Ab 2023 sollen die Baumaßnahmen zur Errichtung des Radschnellweges starten. |
| Drachten–Ureterp            | —                        | 1,7           | fertiggestellt        | Das beauftragte Bauunternehmen KWS begann im Mai 2022 mit den Bauarbeiten für die Route. Nach zwei Bauphasen vom 16. Mai bis 22. Juli sowie vom 22. August bis 21. Oktober konnte am 31. Oktober 2022 schließlich die Fertigstellung des Radschnellweges gefeiert werden. |
| Duiven–Ressen               | F15                      | 13            | geplant               | Die Route soll entlang des zukünftigen Autobahnabschnittes der A15 zwischen dem Knooppunt Ressen und der A12 nahe Duiven verlaufen. Ihre Eröffnung soll zeitgleich mit der des Autobahnteilstückes im Jahre 2024 stattfinden und ihre Kosten werden auf 4,5 Millionen Euro geschätzt. |
| Ede–Veenendaal              | F112                     | 10            | im Bau                | Der Radschnellweg soll vom Bahnhof Ede-Wageningen längs der Bahnstrecke Amsterdam–Arnhem ins Zentrum von Veenendaal führen. |
| Ede–Wageningen              | Pico Bello Pad           | 10            | im Bau                | Die geplante Strecke soll die Stadtzentren von Ede und Wageningen miteinander verbinden und von den Gemeinden Ede und Wageningen sowie von der Provinz Gelderland, vom Fietsersbond und vom Staat finanziert werden. Nachdem im Jahr 2022 erste Baumaßnahmen durchgeführt worden waren, wurde im Januar 2023 bekannt gegeben, dass die Strecke den Namen Pico Bello Pad erhalten soll. |
| Eindhoven–Helmond           | F270                     | 13,7          | im Bau                | Die Route soll vom Bahnhof Eindhoven Centraal über die Orte Nuenen, Geldrop und Mierlo zum Bahnhof Helmond verlaufen und sollte im Jahre 2020 fertiggestellt werden. Der Bau des Radschnellweges soll rund zehn Millionen Euro kosten. Im Jahr 2022 wurde bekannt, dass sich die Fertigstellung der Route wegen verschiedener Einwände der Bewohner in Nuenen ins Jahr 2024 hinauszögern wird. |
| Eindhoven–’s-Hertogenbosch  | F2                       | 33            | geplant               | Die Gemeinden Best, Eindhoven, ’s-Hertogenbosch, Vught und Boxtel unterzeichneten am 14. März 2018 eine Absichtserklärung für den geplanten Radschnellweg zwischen Eindhoven und ’s-Hertogenbosch. Der Streckenverlauf folgt von Eindhoven bis Boxtel der Bahnstrecke Breda–Maastricht, woraufhin sie parallel zur Bahnstrecke Utrecht–Boxtel und der Autobahn A2 in die Provinzhauptstadt ’s-Hertogenbosch verläuft. Die anstehenden Baumaßnahmen sollen in den Jahren 2020 bis 2025 ergriffen werden. Im März 2022 wurde eine weitere Absichtserklärung zwischen den Gemeinden Best, Eindhoven, ’s-Hertogenbosch, Vught und Boxtel sowie der zuständigen Deputierten für Mobilität der Provinz Noord-Brabant, Suzanne Otters-Bruijnen, unterzeichnet. |
| Eindhoven–Valkenswaard      | Oude Spoorbaantracé/F69  | 6             | fertiggestellt        | Die Strecke über die alte Bahntrasse führt vom High Tech Campus in Eindhoven über Waalre nach Valkenswaard und wurde am 14. April 2016 eröffnet. |
| Enschede–Nijverdal          | F35                      | 62            | fertiggestellt/im Bau | Die Route verläuft von Enschede nach Nijverdal entlang der Autobahnen A1 und A35 mit Abzweigungen nach Oldenzaal und Vriezenveen. Eine Machbarkeitsstudie untersuchte im Jahr 2017 die Fortführung des Radschnellweges nach Gronau und Ochtrup im Münsterland, deren Kosten sich auf 17 Millionen Euro beliefen. |
| Epe–Zwolle                  | —                        | —             | in Diskussion         | Die Provinz Gelderland wollte im Jahr 2022 die möglichen Potenziale eines Radschnellweges zwischen Epe und Zwolle auskundschaften. |
| Gouda–Rotterdam             | F20                      | 21            | geplant               | Der Radschnellweg soll im Zentrum von Gouda beginnen und durch die Gemeinden Capelle aan den IJssel und Zuidplas zum Kralingse Plas, einem See im Osten Rotterdams, führen. Er soll parallel zur A20 verlaufen und von 2022 bis 2025 gebaut werden. |
| Groningen–Leek              | F7                       | 15            | fertiggestellt/im Bau | Die Strecke soll vom Stadtzentrum von Groningen nach Leek entlang der A7 laufen. Sie ist in fünf verschiedene Bauabschnitte unterteilt, deren Realisierung zwischen 2023 und 2025 stattfinden soll. Am 31. Mai 2024 wurde ein erster Teil des Weges mit einer Länge von 3,5 Kilometern zwischen Midwolde und Lettelbert fertiggestellt. |
| Groningen–Roden             | F372                     | 15            | fertiggestellt        | Der 15 Kilometer lange Radschnellweg führt von Groningen der gleichnamigen Provinz nach Roden in der Provinz Drenthe und passiert dabei die Dörfer Peize, Peizerwold und Peizermade in der Gemeinde Noordenveld. |
| Groningen–Ten Boer          | F360                     | 12            | fertiggestellt        | Die Route zwischen Groningen und Ten Boer ist rund 12 Kilometer lang und läuft entlang der Ortschaften Garmerwolde sowie Noorddijk. |
| Groningen–Winsum            | F361                     | 13            | fertiggestellt/im Bau | Am 10. Oktober 2023 wurde die Strecke zwischen Winsum und der Walfridusbrug in Groningen eröffnet. Auf dem Streckenabschnitt zwischen der Walfridusbrug und der Eikenlaan soll im Frühjahr 2024 ein neuer Radweg inklusive einer Brücke über den Provinciale weg 370 gebaut werden. Die Verkehrsfreigabe für den letzten Abschnitt soll anschließend im Sommer selben Jahres erfolgen. |
| Groningen–Zuidhorn          | F355                     | 13            | fertiggestellt        | Der Radschnellweg folgt dem Verlauf des Provinciale weg 355 und des Reitdiep, eines Tiefs innerhalb der Stadt Groningen. Im Jahr 2012 wurde er von dem niederländischen Radrennfahrer Bauke Mollema eröffnet. |
| Haarlem–IJmuiden            | —                        | 11            | geplant               | Der Weg soll sich von der Provinzhauptstadt Haarlem nach IJmuiden in der Gemeinde Velsen entlang des Provinciale weg 208 erstrecken. Um den Radschnellweg umzusetzen, müssen zahlreiche Wegdecken verbessert und teilweise neue Radwege angelegt werden. |
| Haren–Zuidlaren             | F34                      | —             | geplant               | Im Herbst 2023 soll aus fünf verschiedenen Streckenführungen die Vorzugsvariante gewählt werden. Geplant ist, dass die Realisierung der Strecke ab 2025 starten kann. |
| Heerenveen–Leeuwarden       | —                        | —             | geplant               | Der Radschnellweg soll von Leeuwarden nach Heerenveen verlaufen und nach Sneek abzweigen. Das Projekt soll zwischen 2020 und 2021 realisiert werden und über fünf Millionen Euro beanspruchen. |
| ’s-Hertogenbosch–Oss        | F59                      | 20,5          | fertiggestellt        | Die Route führt vom Bahnhof ’s-Hertogenbosch zum Bahnhof Oss und verbindet alle Bahnhöfe der Bahnstrecke Tilburg–Nijmegen (’s-Hertogenbosch Oost, Rosmalen und Oss West), die entlang des Radschnellweges liegen, miteinander. |
| ’s-Hertogenbosch–Waalwijk   | F59                      | 18,5          | geplant               | Die Route soll vom Neubaugebiet Paleiskwartier im Südwesten von ’s-Hertogenbosch zum Provinciale weg 261 in Waalwijk führen und nördlich des Nationalparks De Loonse en Drunense Duinen verlaufen. Insgesamt soll der Bau des Radschnellweges 15,6 Millionen Euro kosten. Da die Beschlussfassung für den Bau des Radschnellweges noch nicht erfolgt ist, werden die Bauarbeiten vorerst nicht beginnen. |
| ’s-Hertogenbosch–Zaltbommel | —                        | 15            | im Bau                | Die 15 Kilometer lange Strecke soll vom Bahnhof ’s-Hertogenbosch zum Bahnhof Zaltbommel westlich der A2 verlaufen. Das auf Kosten von 20 Millionen Euro geschätzte Projekt soll bis 2024 umgesetzt werden. |
| Hilversum–Utrecht           | F27                      | 15            | geplant               | Am 31. Oktober 2023 unterzeichneten die Provinzen Noord-Holland und Utrecht sowie die Gemeinden De Bilt, Hilversum und Utrecht eine Absichtserklärung zum Bau des Radschnellweges, der zwischen 2025 und 2028 realisiert werden soll. Die Route folgt dem Verlauf des Provinciale weg 417. |
| Hoofddorp–Uithoorn          | —                        | 8             | geplant               | Der Bau des Radschnellweges soll bis 2020 beendet sein und von Hoofddorp über den Flughafen Amsterdam Schiphol und die Gemeinde Aalsmeer nach Uithoorn laufen. |
| Houten–Utrecht Lage Weide   | F409                     | 17            | geplant               | Die Route soll vom Bahnhof Houten über Nieuwegein ins Utrechter Gewerbegebiet Lage Weide führen. Zum Bau der Route unterzeichneten die Vertreter der Provinz Utrecht sowie der Gemeinden Houten, Nieuwegein und Utrecht im Frühjahr 2023 eine Absichtserklärung. Die Fertigstellung des Bauvorhabens soll im Jahr 2025 stattfinden. |
| IJsselstein–Utrecht         | Vierkanalenroute/F408    | 12            | im Bau                | Die 12 Kilometer lange Strecke beginnt am Bahnhof Utrecht Vaartsche Rijn und verläuft von dort über die Jutphasebrug und Nieuwegein nach IJsselstein. Die Bauarbeiten, die am 14. August 2023 begannen und in drei Bauphasen aufgeteilt sind, sollten ursprünglich bis zum Dezember dieses Jahres umgesetzt werden. Durch unvorhergesehene Vorkommnisse wie u. a. verzögerte Bauarbeiten von Dritten an Kabeln und Leitungen wurden die Bauarbeiten im September 2023 vorläufig unterbrochen. |
| Katwijk–Leiden              | —                        | 9             | fertiggestellt        | Die Route reicht von Katwijk aan Zee über Valkenburg nach Leiden und verläuft entlang des Provinciale weg 206. Die Kosten für den Bau des Radschnellweges sollen 22 Millionen Euro betragen. Im Sommer 2023 wurde die Route für den Verkehr freigegeben. |
| Krimpenerwaard–Rotterdam    | —                        | —             | im Bau                | Die Gemeinden Capelle aan den IJssel, Krimpen aan den IJssel, Krimpenerwaard und Rotterdam wollen eine Attraktivierung der bestehenden Strecken zwischen Krimpenerwaard und Rotterdam vornehmen. Dazu wurde 2022 die sogenannte Grote Kruising, die Kreuzung des Provinciale weg 210 mit dem Nieuwe Tiendweg und Industrieweg in Krimpen aan den IJssel, umgestaltet. Im Jahr 2023 begannen in Krimpen aan den IJssel Bauarbeiten an dem Streckenabschnitt über die Straßen Treviso und Verbindingsweg. |
| Leeuwarden–Stiens           | —                        | 5,6           | fertiggestellt        | Der 5,6 Kilometer lange Radschnellweg verläuft vom Rande des Stadtzentrums von Leeuwarden parallel zum Provinciale weg 357 in das Dorf Stiens. |
| Leusden–Nijkerk             | —                        | 6,8           | geplant               | Die Strecke soll von Leusden über Amersfoort nach Nijkerk führen. |
| Maassluis–Schiedam          | Hoekselijnpad            | 12            | fertiggestellt        | Bislang führt der Radschnellweg von Maassluis nach Schiedam. Er soll aber bis nach Rotterdam ausgebaut werden, sodass eine Verbindung zwischen Hoek van Holland und Rotterdam besteht. |
| Maastricht–Sittard          | —                        | 24            | im Bau                | Die Strecke soll von Maastricht über Meerssen und Beek nach Sittard verlaufen. 2018 wurde bereits eine Fahrradbrücke bei Beek errichtet. Seit 2022 befindet sich der Streckenabschnitt zwischen Maastricht und Meerssen im Bau. |
| Nijmegen–Wijchen            | Link                     | 10,2          | fertiggestellt        | Die Strecke führt vom Bahnhof Nijmegen zum Bahnhof Wijchen, wofür vorhandene Wege ausgebaut worden sind. |
| Oss–Veghel                  | F50                      | 18            | fertiggestellt/im Bau | Der Streckenabschnitt zwischen Uden und Veghel soll längs der Boxteler Bahn verlaufen. Die gesamte Strecke soll von Oss über Heesch, Nistelrode und Uden nach Veghel führen. Ursprünglich war geplant, die Strecke im Jahre 2020 für den Verkehr freizugeben. Die Freigabe des ersten Teilabschnittes zwischen Oss und Uden fand jedoch erst im März 2023 statt. |
| Sevenum–Venlo               | Greenport Bikeway        | 11,6          | fertiggestellt        | Vom Bahnhof Venlo verläuft der Weg über die Eisenbahnbrücke über die Maas entlang der Bahnstrecke Venlo–Eindhoven zum Bahnhof Horst-Sevenum. |
| Terneuzen–Zelzate           | —                        | 19            | geplant               | Zwischen Terneuzen im Südwesten der Niederlande und Zelzate in Belgien soll der erste Radschnellweg der Provinz Zeeland errichtet werden. Dieser soll längs der Provinciale weg 252 verlaufen. |
| Tilburg–Waalwijk            | F261                     | 16,3          | fertiggestellt        | Der Radschnellweg verknüpft die Gemeinden Tilburg, Loon op Zand und Waalwijk und sollte bis Ende des Jahres 2020 fertiggestellt werden. Die Eröffnung des Weges erfolgte letztlich am 8. Juli 2021. |
| Utrecht–Veenendaal          | F225                     | 33            | im Bau                | Die geplante Streckenführung erstreckt sich von Utrecht Science Park über die Orte Bunnik, Odijk, Driebergen, Doorn, Leersum und Amerongen nach Veenendaal. Am 4. März 2024 begann das Bauunternehmen Dura Vermeer mit dem Bau der Route, der bis zum Ende selben Jahres abgeschlossen sein soll. |
| Utrecht–Woerden             | F12                      | 9             | im Bau                | Die Route startet am Westplein in Utrecht und führt über De Meernbrug, eine Brücke über den Amsterdam-Rhein-Kanal, sowie die Ortschaft Harmelen nach Woerden. Bis zum Sommer 2024 soll die Loobrug über den Leidse Rijn im Utrechter Stadtteil De Meern durch einen Neubau ersetzt werden. |
| Westervoort–Zevenaar        | F12                      | 14            | im Bau                | Die Strecke soll von Westervoort nach Zevenaar durch mehrere Gewerbegebiete an der A12 verlaufen. Zudem will man eine Fahrradbrücke über den Rivierweg in Westervoort bauen. Der Bau des Radschnellweges soll ungefähr 8,135 Millionen Euro kosten. |
| Zevenaar–Emmerich           | —                        | —             | in Diskussion         | Am 5. April 2019 präsentierten die Bürgermeister der Gemeinden Nijmegen und Moers, Hubert Bruls und Christoph Fleischhauer, der Euregio Rhein-Waal die Ergebnisse einer Machbarkeitsstudie. Aus der Schlussfolgerung der Gutachter ging hervor, dass eine Radschnellverbindung zwischen den Städten Zevenaar, Doetinchem und Emmerich ein großes Potenzial habe. |